# Léon Tutundjian
Léon Tutundjian (armenisch Լեւոն Թիւթիւնճեան; * 1905 in Amasya, Osmanisches Reich; † 1968 in Paris, Frankreich) war ein französisch-armenischer Maler, Bildhauer und Grafiker. Er gilt als bedeutender Vertreter der abstrakten Avantgarde des 20. Jahrhunderts und war Mitbegründer der Bewegung Art Concret.

## Leben
Léon Tutundjian wurde 1905 im anatolischen Amasya geboren. Seine Mutter war Lehrerin, sein Vater unterrichtete Physik und Chemie. Diese naturwissenschaftliche Prägung beeinflusste später auch seine künstlerische Arbeit. Im Alter von 14 Jahren begann er zu malen und studierte später Keramik an der Kunstakademie in Istanbul. 1922 floh er vor dem Völkermord an den Armeniern und fand Zuflucht im armenischen Kloster San Lazzaro in Venedig, wo er seine Ausbildung fortsetzte. 1924 zog er nach Paris, wo er zunächst als Keramiker arbeitete und Kontakte zu Künstlern wie Ervand Kotchar und David Kakabadzé knüpfte. 1930 war Léon Tutundjian zusammen mit Theo van Doesburg, Otto Gustaf Carlsund und Jean Hélion die Bewegung Art Concret. Die Gruppe propagierte eine Kunst, die ganz im Geiste konzipiert und ohne symbolische Bedeutung ausgeführt wurde. In den 1930er Jahren wandte sich Tutundjian dem Surrealismus zu und seine Werke zeichnen sich durch eine reiche Ikonografie und leuchtende Farben aus.
Während des Zweiten Weltkriegs wurde der staatenlose Tutundjian eingezogen und kurz darauf verwundet. Nach seiner Rückkehr widmete er sich bis zum Ende des Krieges hauptsächlich der Keramik, um seine Familie zu unterstützen. Nach dem Krieg integrierte er Elemente seiner früheren geometrischen Phase in seine surrealistischen Werke.

## Werk
Das Frühwerk von Léon Tutundjian ist vielfältig und reicht von figurativer Kunst über Kubismus bis hin zu Collagen. Ab 1926 wandte er sich der geometrisch-organischen Abstraktion zu. Seine Tuschezeichnungen zeichnen sich durch eine präzise Linienführung aus, oft ohne Lineal oder Zirkel, was ihnen eine vibrierende Qualität verleiht. 1928 entstehen die ersten Reliefs – dreidimensionale Wandskulpturen aus einfachen Materialien wie Eisenkuppeln, Stäben und Zylindern, die auf Holzplatten montiert werden.